# Distrito electoral 22 (condado de Monroe, Illinois)
El distrito electoral de 22 (en inglés: Precinct 22) es un distrito electoral ubicado en el condado de Monroe en el estado estadounidense de Illinois. En el Censo de 2010 tenía una población de 666 habitantes y una densidad poblacional de 17,61 personas por km².

## Geografía
Según la Oficina del Censo de los Estados Unidos, tiene una superficie total de 37.83 km², de la cual 37.49 km² corresponden a tierra firme y (0.89%) 0.34 km² es agua.

## Demografía
Según el censo de 2010, había 666 personas residiendo en el distrito electoral de 22. La densidad de población era de 17,61 hab./km². De los 666 habitantes, el distrito electoral de 22 estaba compuesto por el 99.4% blancos, el 0% eran afroamericanos, el 0% eran amerindios, el 0.3% eran asiáticos, el 0% eran isleños del Pacífico, el 0% eran de otras razas y el 0.3% pertenecían a dos o más razas. Del total de la población el 0.75% eran hispanos o latinos de cualquier raza.